# Liste der Klaviermusikwerke Mozarts
Diese Liste umfasst Klaviermusikwerke von Wolfgang Amadeus Mozart für ein oder zwei Klaviere. Darin enthalten sind insbesondere zahlreiche Klaviersonaten, Variationen und verschiedene kleinere Klavierstücke.
Zu den Werken für Klavier, bei denen auch andere Instrumente beteiligt sind, siehe Liste der Klavierkonzerte Mozarts und Liste der kammermusikalischen Werke Mozarts mit Klavier.

## Für Klavier zu 2 Händen

### Klaviersonaten
Seine ersten vier Sonaten komponierte Mozart bereits mit zehn Jahren. Diese sind aber alle verloren gegangen. Alle diese Sonaten besitzen ausnahmslos drei Sätze. Nur der Mittelsatz der zweiten Klaviersonate besitzt vier Vorzeichen. Ansonsten weisen alle anderen Sonatensätze maximal drei Vorzeichen auf. Die erhaltenen Sonaten lassen sich in vier Gruppen einteilen:
1774–75 in München komponierte Sonaten:
- Sonate Nr. 1 C-Dur KV 279 (189d)
- Sonate Nr. 2 F-Dur KV 280 (189e)
- Sonate Nr. 3 B-Dur KV 281 (189f)
- Sonate Nr. 4 Es-Dur KV 282 (189g)
- Sonate Nr. 5 G-Dur KV 283 (189h)
- Sonate Nr. 6 D-Dur KV 284 (205b) (Dürnitz-Sonate)

1777–78 während seiner Reise nach Mannheim und Paris komponiert:
- Sonate Nr. 7 C-Dur KV 309 (284b)
- Sonate Nr. 8 D-Dur KV 311 (284c)
- Sonate Nr. 9 a-Moll KV 310 (300d)

1783 in Wien oder Salzburg und Linz komponiert (frühe Wiener Jahre):
- Sonate Nr. 10 C-Dur KV 330 (300h)
- Sonate Nr. 11 A-Dur KV 331 (300i)
- Sonate Nr. 12 F-Dur KV 332 (300k)
- Sonate Nr. 13 B-Dur KV 333 (315c)

Die Sonaten KV 330–333 wurden zwar erst 1783/84 in Wien veröffentlicht, jedoch spricht vieles für ein früheres Kompositionsdatum, möglicherweise bereits 1778 in Paris oder 1779 in Salzburg.
1784–89 in Wien komponiert (spätere Wiener Jahre):
- Sonate Nr. 14 c-Moll KV 457 (zusammen mit der Fantasie in c-Moll KV 475 veröffentlicht)
- Sonate Nr. 15 F-Dur KV 533 (mit dem Rondo F-Dur KV 494)
- Sonate Nr. 16 C-Dur KV 545 (Sonata facile)
- Sonate Nr. 17 B-Dur KV 570
- Sonate Nr. 18 D-Dur KV 576

### Fantasien
- Präludium (Fantasie) und Fuge C-Dur KV 394 (383a) (Wien, 1782)
- Fantasie c-Moll KV 396 (385f) (unvollständig; abgeschlossen von M. Stadler) (Wien, 1782)
- Fantasie d-Moll KV 397 (385g) (unvollständig; abgeschlossen von A. E. Müller) (Wien, 1782 oder 1785)
- Fantasie c-Moll KV 475 (zusammen mit der Sonate c-Moll KV 457 veröffentlicht) (Wien, 1785)

Die Fantasie c-Moll KV 396 (385f) ist keine Fantasie für Klavier Solo, sondern das Fragment einer Fantasie für Klavier und Violine.

### Rondi
- Rondo für Klavier KV 284f (Mannheim, 1777); verschollen, möglicherweise identisch mit dem Schlusssatz der Klaviersonate C-Dur KV 330
- Rondo D-Dur KV 485 (Wien, 1786)
- Rondo F-Dur KV 494 (Wien, 1786), später Teil der Klaviersonate F-Dur KV 533
- Rondo a-Moll KV 511 (Wien, 1787)

### Variationen
- Acht Variationen über Laat ons juichen, Batavieren! von Christian Ernst Graaf KV 24 (Den Haag, 1766)
- Sieben Variationen D-Dur über Willem van Nassau KV 25 (Den Haag, 1766)
- Zwölf Variationen über ein Menuett von Johann Christian Fischer KV 179 (189a) (Salzburg, 1774)
- Sechs Variationen über Mio caro Adone aus La fiera di Venezia von Antonio Salieri KV 180 (173c) (Wien, 1773)
- Neun Variationen über die Arietta Lison dormait aus der Oper Julie von Nicolas Dezède KV 264 (315d) (Paris, 1778)
- Zwölf Variationen in C-Dur über das Lied „Ah, vous dirai-je, Maman“ KV 265 (300e) (Wien, 1781)
- Acht Variationen über das Chorstück Dieu d'amour aus der Oper Les mariages samnites von A. E. M. Grétry KV 352 (374c) (Wien, 1781)
- Zwölf Variationen über La belle Françoise KV 353 (300f) (Wien, 1781)
- Zwölf Variationen über die Romanze Je suis Lindor aus der Musik zu Le barbier de Séville von Beaumarchais (Musik von Jean-Louis Baudron) KV 354 (299a) (Paris, 1778)
- Sechs Variationen über die Arie Salve tu, Domine aus der Oper I filosofi immaginarii von Giovanni Paisiello KV 398 (416e) (Wien, 1783)
- Zehn Variationen G-Dur über „Unser dummer Pöbel meint“ aus der Oper Die Pilger von Mekka von Christoph Willibald Gluck KV 455 (Wien, 1784)
- Acht Variationen über Come un agnello aus Fra i due litiganti il terzo gode von Giuseppe Sarti KV 460 (454a) (zweifelhafte) (Wien, 1784)
- Zwölf Variationen B-Dur über ein Allegretto KV 500 (Wien, 1786)
- Sechs Variationen über den dritten Satz der Violinsonate KV 547, KV 54/547b (Anh. 138) (Wien, 1788)
- Neun Variationen über ein Menuett von Jean-Pierre Duport KV 573 (Potsdam, 1789)
- Acht Variationen über Ein Weib ist das herrlichste Ding aus dem Singspiel Der dumme Gärtner von Benedikt Schak KV 613 (Wien, 1791)
- Sechs Variationen über das Finalthema des Klarinettenquintetts KV 581, KV Anh. 137 (Wien, 1789)

### Verschiedene Stücke
- Nannerl Notenbuch
  - Andante C-Dur KV 1a (Salzburg, 1761/62)
  - Allegro C-Dur KV 1b (Salzburg, 1761/62)
  - Allegro F-Dur KV 1c (Salzburg, 1761/62)
  - Menuett F-Dur KV 1d (Salzburg, 1761/62)
  - Menuett G-Dur KV 1e (Salzburg, 1761/62)
  - Menuett C-Dur KV 1f (Salzburg, 1761/62)
  - Menuett F-Dur KV 2 (Salzburg, 1762)
  - Allegro B-Dur KV 3 (Salzburg, 1762)
  - Menuett F-Dur KV 4 (Salzburg, 1762)
  - Menuett F-Dur KV 5 (Salzburg, 1762)
  - Allegro C-Dur KV 5a (Salzburg, 1763)
  - Andante B-Dur KV 5b (unvollständig) (Salzburg, 1763)
- Londoner Skizzenbuch KV 15a-15ss (London, 1765)
- Klavierstück F-Dur KV 33b (Zürich, 1766)
- Allegro G-Dur KV 72a (unvollständig; zweifelhaft) (Verona, 1769/70)
- Menuett D-Dur KV 94 (73h) (Salzburg, 1769)
- Capriccio C-Dur KV 395 (300g) (Paris, 1778)
- Allegro zu einer Klaviersonate in B-dur KV 400 (372a) (unvollständig; abgeschlossen von M. Stadler) (Wien, 1781)
- Fuge g-Moll KV 401 (375e) (unvollständig) (Wien, 1782)
- Fuge Es-Dur KV 153 (375f) (unvollständig) (Wien, 1782)
- Fuge g-Moll KV 154 (385k) (unvollständig) (Wien, 1782)
- Suite für Klavier C-Dur KV 399 (385i) (Wien, 1782)
- Andantino Es-Dur KV 236 (588b) (Wien, 1783)
- Trauermarsch c-Moll KV 453a (Wien, 1784)
- Fragment einer Klaviersonate B-Dur KV 498a (falsch) (Wien, 1786)
- Menuett D-Dur KV 355 (576b) (Wien, 1787 oder 1790?)
- Adagio h-Moll KV 540 (Wien, 1788)
- Klaviersonate F-Dur KV 547a (falsch) (Wien, 1788)
- Eine kleine Gigue G-Dur KV 574 (Leipzig, 1789)
- Allegro zu einer Klaviersonate in G-Dur KV 312 (590d) (unvollständig; von unbekannter Hand fertiggestellt) (Wien, 1790)

## Für Klavier zu vier Händen

### Sonaten
- Sonate C-Dur KV 19d für Klavier zu 4 Händen (zweifelhaft) (London, 1765)
- Sonate B-Dur KV 358 (186c) für Klavier zu 4 Händen (Salzburg, 1774)
- Sonate D-Dur KV 381 (123a) für Klavier zu 4 Händen (Salzburg, 1772)
- Sonate F-Dur KV 497 für Klavier zu 4 Händen (Wien, 1786)
- Sonate C-Dur KV 521 für Klavier zu 4 Händen (Wien, 1787)
- Bearbeitung der Sonate G-Dur KV 570 (Wien, 1789)

### Verschiedene Stücke
- Allegro G-Dur KV 357 für Klavier zu 4 Händen (Fragment) (Wien, 1786)
- Fuge g-Moll KV 401 (375e) für Klavier zu 4 Händen (Fragment) (Wien, 1782)
- Fünf Variationen über ein Andante KV 501 für Klavier zu 4 Händen (Wien, 1786)
- Adagio f-Moll und Allegro F-Dur für ein Orgelwerk in einer Uhr KV 594 (Fassung für Klavier zu 4 Händen) (Wien, 1790)
- Orgelstück f-Moll für eine Uhr KV 608 (Fassung für Klavier zu 4 Händen) (Wien, 1791)

## Für Klavier zu zwei Klaviere
- Sonate D-Dur KV 448 (375a) für 2 Klaviere (Wien, 1781)
- Sonatensatz B-Dur KV 375b (Anh. 42.) für 2 Klaviere (Fragment) (Wien, 1782)
- Sonatensatz B-Dur KV 375c (Anh. 43.) für 2 Klaviere (Fragment) (Wien, 1782)
- Fuge G-Dur KV 375d (Anh. 45) für 2 Klaviere (Fragment) (Wien, 1782)
- Fuge c-Moll KV 426 für 2 Klaviere (Wien, 1783)
- Larghetto und Allegro für 2 Klaviere (KV deest)

## Werkausgaben (Auswahl)
- Wolfgang Amadeus Mozart, Sämtliche Klavierwerke in 4 Bänden. Könemann Music, Budapest.

- Neue Mozartausgabe von Bärenreiter-Verlag Kassel